# On the Rocks (film)
On the Rocks è un film del 2020 scritto e diretto da Sofia Coppola.
Si tratta del primo film dopo l'accordo fatto il 15 novembre 2018 tra A24 e Apple sulla produzione e distribuzioni di contenuti originali per Apple TV+.

## Trama
Laura e Dean sono una coppia sposata che vive a Manhattan con due giovani figlie, Maya e Theo. Laura è una scrittrice che sembra essere bloccata in una routine mentre lotta per finire il suo ultimo libro. Nel frattempo, Dean è un imprenditore di successo in una fiorente start-up tecnologica, circondato da colleghi giovani e attraenti, che spesso lasciano Laura a occuparsi delle figlie. Una notte, dopo essere tornato a casa da uno dei suoi frequenti viaggi di lavoro, Dean si infila nel letto e inizia a baciare appassionatamente Laura. Tuttavia, una volta che riconosce la sua voce, si ferma bruscamente e va a dormire, con grande confusione di Laura. Il giorno successivo, Laura trova la borsa da toilette di una donna nel bagaglio di Dean; in seguito spiega che appartiene alla sua socia in affari, Fiona, e si è offerto di portarlo nella sua valigia perché non poteva inserirlo nel suo bagaglio a mano.
Laura decide di confidare i suoi dubbi su Dean a suo padre, Felix, un ricco commerciante d'arte semi-pensionato. Playboy di lunga data, Felix flirta con la maggior parte delle donne che incontra e crede che gli uomini siano biologicamente programmati per imbrogliare. Convinto che Dean abbia una relazione, Felix propone un'indagine su di lui e incoraggia Laura a controllare il suo telefono per i messaggi di testo incriminanti. Laura lo fa con riluttanza, ma non trova nulla di straordinario.
Durante un viaggio di lavoro, Dean fa FaceTimes a Laura per il suo compleanno e la sorprende con un regalo, un Bimby , di cui non sembra particolarmente entusiasta. Nonostante in precedenza avesse insistito sul fatto che non voleva festeggiare il suo compleanno, Laura accetta di uscire in un ristorante con Felix. Rivela di aver seguito Dean ed è stato visto acquistare gioielli da Cartier. Mentre Laura si insospettisce, Felix la va a prendere nella sua auto sportiva d'epoca e la convince a sorvegliare Dean mentre partecipa a una cena di lavoro. Dopo che Dean è uscito in taxi con Fiona, Felix corre per le strade dietro di loro, ma lui e Laura finiscono per essere fermati da due agenti di polizia a causa della guida spericolata. Felix conosce il padre di uno degli ufficiali, usando questo per incantare la sua via d'uscita da una multa.
Felix in seguito scopre che Dean sta programmando un viaggio in un resort messicano, a cui Laura non crede. Il giorno dopo, Dean le racconta casualmente del viaggio. Dopo aver appreso che anche Fiona parteciperà al viaggio, Laura sempre più sospettosa chiama Felix, che la convince a seguire Dean in Messico per spiarlo. Al resort, una sera Laura e Felix alla fine vedono una donna nella stanza di Dean. Quando Laura si precipita ad affrontare Dean, è sorpresa di trovare Fiona nella stanza con un'altra donna. Nel frattempo, Dean chiama Laura per informarla che è partito presto e sta tornando a casa. Rendendosi conto del suo errore, Laura si scaglia contro Felix, accusandolo di essere egoista e rimproverandolo per il suo cattivo trattamento nei confronti di sua madre, che aveva tradito molti anni prima.
Tornati a New York, Laura e Dean hanno una conversazione a cuore aperto, in cui condividono le rispettive paure e insicurezze: lei si sentiva alienata da lui a causa dei suoi continui viaggi di lavoro, mentre lui diceva di essere stato impegnato a lavorare perché voleva essere un fornitore migliore per la sua famiglia. Si riconciliano e Laura supera il blocco dello scrittore. Qualche tempo dopo, Felix fa visita a Laura ei due fanno ammenda. Mentre si trova in un ristorante, Dean sorprende Laura con un secondo regalo di compleanno: un orologio Cartier inciso. Laura si toglie l'orologio vintage che Felix le aveva regalato in precedenza e indossa quello di Dean.

## Produzione
Le riprese del film sono iniziate nel giugno 2019 a New York.

## Promozione
Il primo trailer del film è stato diffuso il 19 agosto 2020.

## Distribuzione
La pellicola è stata presentata al New York Film Festival il 23 settembre 2020 e distribuita nelle sale cinematografiche statunitensi, ed in contemporanea su Apple TV+, nell'ottobre 2020.

## Riconoscimenti
- 2021 - Golden Globe[4]
  - Candidatura per il migliore attore non protagonista a Bill Murray
- 2020 - Chicago Film Critics Association Awards[5]
  - Candidatura per il miglior attore non protagonista a Bill Murray
- 2020 - Chicago Indie Critics Awards[6]
  - Candidatura per il miglior attore non protagonista a Bill Murray
- 2021 - Critics' Choice Awards[7]
  - Candidatura per il miglior attore non protagonista a Bill Murray
  - Candidatura per il miglior film commedia
- 2021 - San Diego Film Critics Society Awards[8]
  - Candidatura per il miglior attore non protagonista a Bill Murray
  - Candidatura per la miglior performance comica a Bill Murray
  - Candidatura per la migliore sceneggiatura originale a Sofia Coppola
- 2021 - Satellite Awards[9]
  - Candidatura per il miglior film commedia o musicale
  - Candidatura per la migliore attrice in un film commedia o musicale a Rashida Jones
  - Candidatura per il miglior attore non protagonista a Bill Murray
- 2021 - Washington D.C. Area Film Critics Association[10]
  - Candidatura per il miglior attore non protagonista a Bill Murray